# Filipinas nos Jogos Olímpicos de Verão de 1976
As Filipinas competiu nos Jogos Olímpicos de Verão de 1976, realizados em Montreal, Canadá.